# Cycloptilum irregularis
Cycloptilum irregularis is een rechtvleugelig insect uit de familie Mogoplistidae. De wetenschappelijke naam van deze soort is voor het eerst geldig gepubliceerd in 1979 door Love & Walker.
1. ↑  (en) Cycloptilum irregularis op de IUCN Red List of Threatened Species.